# Kijivka
Kijivka (ukránul: Київка) falu Ukrajna Herszoni területén, a Hola Prisztany-i járásban. 1961-ig Ivanovka volt a neve. Közigazgatásilag a Dobropilljai községi tanácshoz tartozik. Lakossága a 2001-es népszámlálás idején 325 fő volt.